# The Rasmus Player
The Rasmus Player är en programvara designad för det finländska rockbandet The Rasmus, och gavs ut under 2005 som en "CD-extra" på deras femte album Hide from the Sun.
Programmet är lämpat endast för Windowsdatorer och är baserat på en mediespelare innehållande videor, bilder, nyheter och annat material för The Rasmus-fans. The Rasmus Player gavs ut för första gången på singeln till No Fear i augusti 2005 och senare på singlarna Sail Away och Shot, samt albumet Hide from the Sun.
Det finns också en gratisversion av The Rasmus Player som dock inte innehåller lika mycket material som de på skivorna. Här finns ändå bland annat videon till No Fear och en skärmsläckare. Gratisversionen går fortfarande att ladda hem från Internet.
För att installera The Rasmus Player krävs det att man är ansluten till Internet. Detta för att kunna hämta hem de senaste uppdateringarna.